# 利尼奥勒堡
利尼奥勒堡（法語：Lignol-le-Château，法語發音：[liɲɔl lə ʃato]）是法国奥布省的一个市镇，属于奥布河畔巴尔区。

## 地理
利尼奥勒堡（48°13'25"N, 4°48'27"E）面积21.85 平方千米，位于法国大東部大區奥布省，该省份为法国中北部省份，北起马恩省，西接塞纳-马恩省，西南至约讷省，东南至科多尔省，东临上马恩省。
与利尼奥勒堡接壤的市镇（或旧市镇、城区）包括：巴耶勒、科隆贝勒塞克、鲁夫尔莱维涅、瓦尼、雷讷蓬、科隆贝双教堂村。

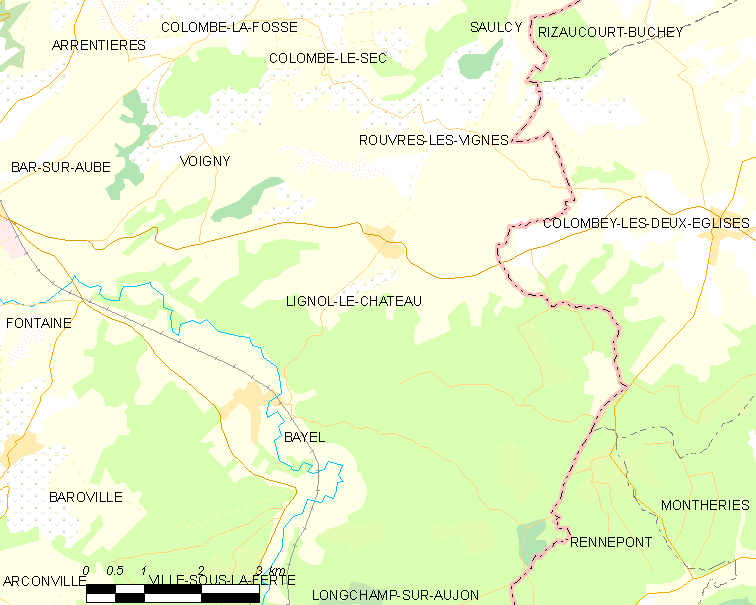
利尼奥勒堡的OSM定位图

利尼奥勒堡的时区为UTC+01:00、UTC+02:00（夏令时）。

## 行政
利尼奥勒堡的邮政编码为10200，INSEE市镇编码为10197。

## 政治
利尼奥勒堡所属的省级选区为奥布河畔巴尔县。

## 人口

1962-2008年间利尼奥勒堡人口变化图示

利尼奥勒堡于2022年1月1日时的人口数量为160人。